# 肘折ダム
肘折ダム（ひじおりダム）は、山形県最上郡大蔵村、一級河川・最上川水系銅山川支流に建設されたダムである。登録有形文化財に登録されている。
1952年3月に完成。肘折温泉街のすぐ近くに位置する。

## 歴史
銅山川上流部はダム建設前、安山岩と玄武岩が風化した荒廃河川であった。支流での地滑りと共に土砂の供給源で河床を上昇させ、乱流の原因となっていた。当時の銅山川は石積み護岸で、現在よりも川幅が狭く河床も高いこともあり、被害も酷かったという。銅山川上流が荒廃ということもあり、河床による土砂崩れによる被害も懸念されていた。
1921年、山形県により190間の護岸を建設。川幅を広げる為に肘折温泉各旅館が土地を少し提供するなど工事への協力もあったが、1930年には銅山川の洪水により76戸の浸水被害が起きる。人的被害は出なかったものも、災害を断絶できないという課題が残った。
1947年、直轄砂防施工区域の指定を受け、現地調査が行われる。支流を含めた銅山川水系に置いて肘折ダムの築造が第一着手として決定。ただし、1945年の終戦直後で予算の見通しが立たず、ダム建設現場予定地として熱望された上流とは遠く離れた銅山川の最下流の上竹野床固工の着工となり、本格的な肘折ダムの着工は後回しとなった。ダムの建設は後回しになったが、この着工で最上川への土砂流出は直接防ぐことに成功した。
1950年、予算の増額が計られ、4月より肘折地区を土砂災害から守ることを目的とした肘折ダムの本格的な着工となった。着工後、肘折温泉の一部の源泉温度が下がるなどの問題も生じたが、予定通り建設は進み1952年の3月に完成した。石工たちに加え、地元の人々の協力も得て人力で作り上げ、セメント以外の石材は全て現地調達された。
2009年8月、国の登録有形文化財に登録された（登録名称は「肘折砂防堰堤」）。

## 施設概要
最上川水系における直轄砂防ダムとしては、立谷沢川の濁沢第1、2、3ダムに次いで4番目となる完成。最上川水系の玉石コンクリートダムとしては初期のものにあたる。堤体の表面は練石積で施工されているが、これは当時全国的に普及していた工法である。堤体から流れ落ちる水は滝のように作られた。

## 肘折温泉との関係
肘折温泉街の最奥地（徒歩でも行ける距離）にあり、肘折温泉の周辺観光地として紹介されており、利用者の観光客も訪れている。
すぐそばには源泉公園が整備されており、飲泉所や足湯、温泉の源泉が自噴している様子を見ることができる源泉ドームが公園内にある。足湯は初恋足湯と命名されており、肘折ダム建設時に若い男女も手伝いとして参加し、その時に多くのカップルが生まれたことから命名されたという。